# Аксиома Паша

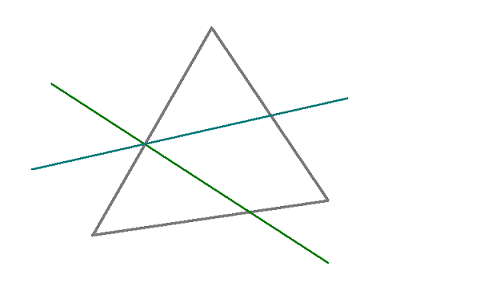
Аксиома Паша

Аксиома Па́ша — одна из аксиом порядка в системе аксиом Гильберта евклидовой геометрии; является аксиомой абсолютной геометрии.
В других системах аксиом является теоремой.
Аксиома впервые сформулирована Морицем Пашем.
В его книге «Лекции по новой геометрии», опубликованной в Лейпциге в 1882 году, были впервые сформулированы аксиомы порядка, в дальнейшем существенно переработанные и упрощённые Д. Гильбертом.

## Формулировка
Формулировка аксиомы использует понятие «лежать внутри отрезка», причём отрезок здесь рассматривается как система двух различных точек {\displaystyle A} и {\displaystyle B}, принадлежащих одной прямой; точки, лежащие «между» точками {\displaystyle A} и {\displaystyle B}, называются точками отрезка (или внутренними точками отрезка).
Понятие «между» (лежать между) описывается группой аксиом порядка, куда входит и аксиома Паша, которая формулируется следующим образом:
- Пусть {\displaystyle A}, {\displaystyle B}, {\displaystyle C} — три точки, не лежащие на одной прямой, и {\displaystyle a} — прямая в плоскости {\displaystyle (ABC)} этих трёх точек, не проходящая ни через одну из точек {\displaystyle A}, {\displaystyle B}, {\displaystyle C}; если при этом прямая проходит через одну из точек отрезка {\displaystyle AB}, то она должна пройти через одну из точек отрезка {\displaystyle AC} или через одну из точек отрезка {\displaystyle BC}.

### Замечания
- Аксиому можно сформулировать и для трёх различных точек, принадлежащих одной прямой (коллинеарных). Тогда они образуют также три отрезка и если некоторая прямая пересечёт один отрезок, то она пересечёт ещё один.

- С помощью других гильбертовых аксиом порядка можно доказать, что прямая {\displaystyle a} не может пересечь оба отрезка {\displaystyle AC} и {\displaystyle BC}.